# David Wilkins
David Robert Wilkins (ur. 30 kwietnia 1950 w Malahide) – irlandzki żeglarz sportowy, srebrny medalista olimpijski z Moskwy.
Sportowiec pięciokrotnie reprezentował swój kraj na igrzyskach olimpijskich: 
- 1972 w Monachium (partner Sean Whitaker) – 8. miejsce
- 1976 w Montrealu (partner Derek Jago) – 11. miejsce
- 1980 w Moskwie (partner Jamie Wilkinson) – 2. miejsce
- 1988 w Seulu (partner Peter Kennedy) – 10. miejsce
- 1992 w Barcelonie (partner Peter Kennedy) – 14. miejsce